# 稚内モシリパユースホステル
稚内モシリパユースホステル（わっかないモシリパユースホステル）は日本ユースホステル協会に加盟していた北海道稚内市中央にあるユースホステル。現在はゲストハウス モシリパとして営業中。

## 設備
- 個人や小グループに適している
- 余裕があればグループで一室利用可
- ゲストルームあり
- 駐車場あり
- 洗濯機あり
- 乾燥機あり
- 荷物預かりあり
- クレジットカード可
- レンタサイクルあり

## 休館
- 10月10日 - 4月25日（冬季休館）、その他臨時休館あり

## アクセス
- 稚内駅（徒歩5分）、稚内港（徒歩15分）、稚内バスターミナル（徒歩3分）
  - 交通の便がよく利尻島、礼文島巡りの拠点としても適している。

## 周辺施設
- スキー場
- 温泉